# Fußball-Wettskandal 2005
Als Fußball-Wettskandal werden die Manipulationen von Fußballspielen bezeichnet, die im Zuge der Ermittlungen gegen den deutschen Fußballschiedsrichter Robert Hoyzer im Januar 2005 bekannt wurden.
Der Fußball-Wettskandal 2005 gilt als die größte Affäre im deutschen Fußball seit dem Bundesliga-Skandal in der Saison 1970/71, als zahlreiche Spieler, Trainer und Funktionäre an Spielschiebungen beteiligt waren.

## Übersicht
Hoyzer gab zu, Spiele der 2. Fußball-Bundesliga, des DFB-Pokals und der Fußball-Regionalliga so geschoben zu haben, dass die erwünschten Ergebnisse (auf die zuvor gewettet wurde) herauskamen. Spiele aus der Fußball-Bundesliga waren nicht betroffen. Darüber hinaus beschuldigte Hoyzer weitere Schiedsrichter und Spieler, in den Skandal verwickelt zu sein.
Eine Vorsperre erhielt der Zweitliga-Schiedsrichter Dominik Marks. Der DFB sah es als erwiesen an, dass Marks zwei Spiele aus der Regionalliga und der 2. Bundesliga manipuliert hatte. Hoyzer hatte bei seinen Vernehmungen Marks belastet. Laut Hoyzer habe Marks die Partien geschoben und dafür 6.000 Euro von kroatischen Auftraggebern kassiert. Die von Marks geleitete Regionalliga-Partie Hertha BSC Amateure gegen Arminia Bielefeld Amateure wurde wiederholt (siehe unten).
Der geständige Hoyzer, der wegen Fluchtgefahr vorübergehend in Untersuchungshaft saß, wurde am 17. November 2005 vom Landgericht Berlin zu einer Haftstrafe von zwei Jahren und fünf Monaten ohne Bewährung verurteilt. Da er die Wetten zusammen mit drei kroatischen Mittätern ausgeführt haben soll, wurde ihm banden- und gewerbsmäßiger Betrug angelastet.

## Geschichte

### Aufdeckung des Skandals
Die vier Schiedsrichter Lutz Michael Fröhlich, Olaf Blumenstein, Manuel Gräfe sowie Felix Zwayer sprachen Anfang Januar 2005 mit den Führungspersonen des DFB über ihnen bekannt gewordene Verdachtsmomente gegen Hoyzer.
Nach Bekanntwerden der Vorwürfe legte Hoyzer zunächst sein Schiedsrichteramt nieder. Hoyzers Rechtsanwalt Stephan Holthoff-Pförtner kritisierte die Untersuchungsmethoden des DFB und focht die Rücktrittserklärung Hoyzers beim DFB an. Er erklärte, dass sein Mandant bisher noch nicht wirksam aus dem Verein Hertha BSC ausgetreten sei und dies auch nicht tun werde. Hoyzer wolle weiter als Schiedsrichter tätig sein.
Hoyzer stand seit Beginn der Saison 2002/2003 auf der DFB-Schiedsrichter-Liste und leitete bis zu seinem Rücktritt zwölf Spiele der 2. Fußball-Bundesliga, ferner Begegnungen im DFB-Pokal und in der Regionalliga (siehe Liste unten).
Zeitungen berichteten direkt nach dem Geständnis, Hoyzer habe regelmäßig Kontakt zur kroatischen Mafia gehabt. DFB-Pressechef Harald Stenger bestätigte, dass es Hinweise für Verbindungen zu einer kroatischen Wettmafia nach Berlin gebe und der Verdacht im Raum stand, dass organisierte Kriminalität dahinterstecke. Mehrere Spiele seien systematisch manipuliert worden. Nachdem Hoyzer ein detailliertes Geständnis abgelegt hatte, wurden am 28. Januar 2005 vier Objekte in Berlin durchsucht, darunter das Café King in Berlin-Charlottenburg. Wegen Betruges und Korruption ermittelte die Staatsanwaltschaft Berlin. Drei Verdächtige wurden vorläufig festgenommen und in Folge in Untersuchungshaft genommen.
Der ehemalige FIFA-Fußballschiedsrichter Hellmut Krug, Leiter der DFB-Schiedsrichterabteilung, kritisierte das Kontrollsystem des Verbandes, denn es sei dem DFB schon länger bekannt, dass Hoyzer dubiose Entscheidungen getroffen habe. Im DFB-Pokal-Spiel zwischen Paderborn und Hamburg sei nicht einmal ein Schiedsrichterbeobachter im Stadion gewesen. „Die erste Runde im Pokal wird nie besetzt. Nur in der Bundesliga gibt es bei jedem Spiel Beobachter, die schriftliche Berichte anfertigen“, so Krug.
Der Betrugsverdacht gegen drei Spieler von Hertha BSC aus der Fußball-Bundesliga konnte nicht erhärtet werden. Die am 29. Januar 2005 festgenommenen Milan S. und sein Bruder Philip S. hatten die Spieler Alexander Madlung, Nando Rafael und Josip Šimunić belastet. Sie hätten zu den Gästen des von Milan S. betriebenen Sportwetten-Café King gehört. Das Pokalspiel zwischen Hertha BSC und dem damaligen Regionalligisten Eintracht Braunschweig am 22. September 2004 rückte in den Mittelpunkt, da beim Zweitrunden-Spiel in Braunschweig sowohl Rafael, Šimunić als auch Madlung zum Einsatz kamen und die Berliner überraschend mit 2:3 verloren. Der entscheidende Treffer für Braunschweig fiel durch ein Eigentor in der 80. Minute – von Madlung, der vier Minuten vorher eingewechselt worden war. Hertha BSC nahm jedoch seine drei Spieler in Schutz.

### Konsequenzen für Hoyzer
Trotz der ersten Unschuldsbekundungen legte Hoyzer am 27. Januar 2005 überraschend ein Geständnis ab: Die Anschuldigungen seien im Kern stimmig. Da jedoch seine Mitgliedschaft bei Hertha BSC noch nicht gekündigt worden war, war er weiterhin der Strafgewalt des DFB unterworfen. Der DFB-Kontrollausschuss beantragte beim Sportgericht, eine sofortige Vorsperre gegen Robert Hoyzer zu verhängen. Hoyzer trat dem Essener Verein Sportfreunde Steele 09 bei und kündigte an, sich doch dem Urteil des DFB-Sportgerichts stellen zu wollen. Gleichzeitig wurde bekannt, der DFB erwäge, wegen Hoyzers Kooperationsbereitschaft auf die ursprünglich geforderte Geldstrafe von 50.000 Euro zu verzichten.
Hoyzer wurde am 28. April 2005 vom DFB lebenslang gesperrt. Er darf weder als Schiedsrichter noch als Trainer, Spieler oder Jugendbetreuer beim DFB fungieren. Hoyzer akzeptierte das verbandsinterne Urteil, das damit rechtskräftig wurde. Die strafrechtliche Verurteilung wegen Beihilfe zum bandenmäßigen Betrug zu einer Freiheitsstrafe von 2 Jahren und 5 Monaten ohne Bewährung erfolgte durch das Landgericht Berlin. Das Urteil ist seit der Zurückweisung der Revision durch den Bundesgerichtshof am 15. Dezember 2006 rechtskräftig, so dass Hoyzer schließlich seine Haftstrafe am 18. Mai 2007 antreten musste.

### Konsequenzen für andere Schiedsrichter
Torsten Koop wurde für drei Monate gesperrt, weil er einen Anwerbungsversuch von Hoyzer erst verspätet beim DFB gemeldet hatte.
Zwayer wurde für sechs Monate gesperrt, weil er die ihm bekannten Spielmanipulationen von Hoyzer nicht gemeldet und vor einem Spiel des Wuppertaler SV gegen die zweite Mannschaft von Werder Bremen 300 Euro von Hoyzer angenommen hatte, um als Schiedsrichter-Assistent kritische Situationen für den Wuppertaler SV zu vermeiden.

### Entschädigung und Spielwiederholungen
Der Manipulationsverdacht betraf zunächst das Pokalspiel der ersten Runde vom 21. August 2004 zwischen dem SC Paderborn 07 und dem Hamburger SV, das überraschenderweise mit 4:2 zu Ende gegangen war, nachdem es zwei sehr umstrittene Strafstöße und einen ebenfalls umstrittenen Platzverweis gegen den HSV gegeben hatte. Der damalige Trainer des Hamburger SV Klaus Toppmöller verlor knapp zwei Monate nach der Niederlage seinen Trainerjob und machte in einem späteren Interview das verlorene Spiel gegen Paderborn dafür mitverantwortlich. Der Verein hatte nachträglich Protest gegen die Wertung dieses Spiels und die von Hoyzer verhängte Rote Karte gegen Emile Mpenza eingelegt. Am 11. Februar 2005 entschied der DFB-Sportausschuss, dass es kein Wiederholungsspiel geben könne, da mittlerweile schon zwei weitere Runden im DFB-Pokal gespielt worden waren. Als Entschädigung wurden dem Hamburger SV 500.000 Euro und die Einnahmen von etwa 1,5 Mio. Euro aus einem Länderspiel der deutschen Nationalmannschaft zugesprochen, das im Hamburger Volksparkstadion ausgetragen wurde. Die Sperre von HSV-Stürmer Mpenza nach seiner roten Karte im entsprechenden Spiel wurde annulliert, da der Anlass für die Schiedsrichter-Beleidigung Hoyzers Manipulationen gewesen waren.
Das Spiel aus der Zweiten Bundesliga zwischen LR Ahlen und Wacker Burghausen, das Hoyzer geleitet und geschoben hatte, wurde erneut ausgetragen. Das Sportgericht des DFB setzte damit erstmals in der Geschichte des deutschen Fußballs die Wiederholung eines Spieles vor kriminellem Hintergrund an, indem es dem Einspruch von Burghausen stattgab.

## Auswirkungen

### Reaktionen des Verbandes
Der DFB-Kontrollausschuss reagierte auf die Problematik mit Sportwetten mit einem umfangreichen Maßnahmenkatalog. Zunächst war obendrein geplant, die Schiedsrichter, wie schon bei UEFA-Spielen üblich, erst zwei Tage (vorher vier Tage) vor dem Austragungstermin eines Spieles zu bestimmen. Diese Neuregelung wurde später allerdings aus Gründen der Praktikabilität verworfen. Heutzutage findet die Veröffentlichung der Schiedsrichteransetzungen der Bundesliga in der Regel donnerstags statt, zuvor wissen die Unparteiischen lediglich Datum und Uhrzeit ihres Einsatzes.
- Schiedsrichter, die neu in die Zweite Liga aufsteigen, wurden über drei Jahre bei ihren Partien in der Regionalliga beobachtet.
- Spiele im DFB-Pokal, die zuvor nicht observiert worden waren, wurden von nun an mit einem Schiedsrichter-Beobachter besetzt. Dieser vierte Offizielle soll ein erfahrener Erstligaschiedsrichter sein, der notfalls kurzfristig als Spielleiter einspringen kann.
- Zwei Schiedsrichtergespanne sollen am Spieltag getauscht werden können.
- Der Videobeweis soll umfassend eingeführt werden.
- Alle am Geschehen Beteiligten sollen einem Wettverbot unterliegen und das Frühwarnsystem „Betradar“ umgehend greifen.

Weitere Punkte, auch die Frage, ob die DFL für die Schiedsrichter-Ansetzung verantwortlich werden solle, sollten von Experten im Detail ausgearbeitet werden. Am 13. Februar 2005 konstituierte das Präsidium des DFB einen Ausschuss für das Problem Spielmanipulationen. Der Kommission gehörten der damalige Präsident Zwanziger, Liga-Präsident Hackmann, Schatzmeister Schmidhuber sowie Generalsekretär Schmidt an.
Die DFL hielt laut deren Präsident Werner Hackmann wegen des Schiedsrichter-Skandals künftig den Einsatz von Profi-Schiedsrichtern für denkbar. Der frühere Vorstandsvorsitzende des Bundesligisten Hamburger SV meinte, wenn hauptberufliche Schiedsrichter mehr Geld verdienen würden, steige die Hemmschwelle für Manipulationsversuche. Nach Hackmanns Angaben zog der DFB zudem eine Ausdehnung der Schiedsrichter-Beobachtung auf die Fußball-Regionalliga in Erwägung, nachdem auch einige von Hoyzer geleitete Begegnungen aus der dritten Liga ins Zwielicht geraten waren. Franz Beckenbauer sprach sich gegen Profischiedsrichter aus, denn das Halbprofitum, wie es in Deutschland existiert, sei sehr gut. Bei Profischiedsrichtern sei die Leistung auch nicht besser, denn die Ausbildung beim DFB sei ausgezeichnet, behauptete Beckenbauer.
Der Deutsche Fußball-Bund erstattete Anzeige bei der Staatsanwaltschaft Berlin. Es sollte geklärt werden, welche Personen hohe Wetten auf Hoyzers Spiele abgeschlossen hatten und ob es Verbindungen zu Schiedsrichtern gab.
Der DFB nahm für den ersten Bundesliga-Spieltag nach dem Geständnis von Hoyzer die Berliner Schiedsrichter Lutz Michael Fröhlich und Manuel Gräfe aus der Verantwortung. Die beiden gehörten zu den Zeugen, die den Schiedsrichterausschuss über den Betrug von Hoyzer informiert hatten. Für sie wurden Franz-Xaver Wack und Thorsten Kinhöfer eingesetzt. Der DFB sagte dazu, dass die Fürsorgepflicht es gebiete, Gräfe und Fröhlich aus Sicherheitsgründen pausieren zu lassen. Alle neun Fußballschiedsrichter des 19. Spieltags wurden einen Tag vor den Begegnungen komplett neu angesetzt.
Auf dem DFB-Bundestag am 28. April 2005 wurden einige Punkte als Reaktion auf den Wettskandal verabschiedet: Einstimmig beschlossen alle 256 Delegierten ein Wettverbot für Fußballspieler, Fußballfunktionäre und Fußballschiedsrichter. Das Verbot wird in die Arbeitsverträge der Fußballspieler und Schiedsrichter sowie in die von den Nationalmannschaftsspielern unterzeichneten Abstellungsrichtlinien eingearbeitet. Des Weiteren wurde die Rechts- und Verfahrensordnung geändert, so dass nach dem 30. Juni 2005 keine Anträge mehr auf Spielwiederholung wegen des Wettskandals möglich sind. Der DFB beabsichtigte, ab der Fußballsaison 2006/07 eine eigene Sportwette anzubieten.

### Imageschaden vor der WM
Da sich der deutsche Fußball vor der Fußball-Weltmeisterschaft 2006 im Zentrum der weltweiten Öffentlichkeit befand, wurde befürchtet, dass der Skandal weitreichende Folgen für das Image des größten Fußballverbandes der Welt hätte haben können. Organisationskomitee-Präsident Franz Beckenbauer befürchtete durch den Skandal einen enormen Imageschaden für die Fußball-Weltmeisterschaft 2006.
Die Bundesregierung sah dagegen das Ansehen Deutschlands nicht gefährdet. Der damalige Vize-Regierungssprecher Thomas Steg begrüßte am 28. Januar 2005 die Bemühungen um eine „schonungslose und konsequente Aufklärung“. Auch das für Sport zuständige Innenministerium warnte vor einem Generalverdacht und übertriebenem Misstrauen. Es gehe im Augenblick um einen Fall, der angesichts von hunderten Spielen an einem Wochenende nicht überbewertet werden sollte. Ein schwarzes Schaf dürfe nicht den Fußball generell in Misskredit bringen. Zudem zeige die Angelegenheit, dass die Selbstregulierungskräfte des Sports hervorragend funktionierten und Vorwürfen dieser Art ernsthaft nachgegangen werde.
Der damalige Bundesinnenminister Otto Schily hatte nach den Manipulationsvorwürfen eine „schnelle und lückenlose Aufklärung“ der Vorwürfe gefordert. Bisher hätten Deutsche Schiedsrichter international einen hervorragenden Ruf. Den dürften sie nicht aufs Spiel setzen. Der ehemalige Bundesminister mahnte: „Alle Schiedsrichter der Fußball-Ligen müssen DFB und Staatsanwaltschaft unterstützen, die Verdachtsfälle schnell aufzuklären.“ Er sei jedoch überzeugt, dass die große Mehrheit der Schiedsrichter ehrlich und hoch professionell arbeiteten. Ein Generalverdacht gegen alle sei unfair.

### Internationale Reaktion
Gerade vor der Fußball-Weltmeisterschaft 2006 war der Gastgeber Deutschland und der deutsche Fußball einem weltweiten öffentlichen Medieninteresse ausgesetzt.
Die New York Times schrieb am 27. Januar 2005: „Ein Jahr vor der Weltmeisterschaft in Deutschland taumelt das Land in den größten Fußball-Skandal seit mehr als 30 Jahren.“
Ähnlich die Reaktion der italienischen Sportzeitung La Gazzetta dello Sport: „Das Geständnis eines Schiedsrichters wirft einen großen Schatten auf den deutschen Fußball – und das ein Jahr vor der WM. Bundesliga und FIFA sind schockiert.“
Die spanische Sportzeitschrift AS schrieb: „Ein Skandal erschüttert Deutschland. Wer hätte das im Land der nächsten WM für möglich gehalten? Hoyzer gibt alles zu und steht vor der Gefängnistür.“
In den Niederlanden schrieb das Algemeen Dagblad: „Das Geständnis von Hoyzer erschüttert Deutschland. Es ist zu befürchten, dass es erst die Spitze des Eisbergs war.“
Die englische Zeitung The Independent: „Deutschland steckt im größten Fußball-Skandal seit mehr als 30 Jahren.“
Insgesamt allerdings behandelte die internationale Presse das Geschehen als eher nebensächlich.

## Juristische Konsequenzen
Wegen des Verdachts des Betruges hatte zunächst die für Hoyzers Wohnort Salzgitter zuständige Staatsanwaltschaft Braunschweig Ermittlungen aufgenommen, weil die eventuell manipulierten Fußballspiele vor dem Umzug Hoyzers von Berlin nach Salzgitter stattgefunden hatten, das Verfahren jedoch wenig später nach Berlin abgegeben. In Berlin erstattete auch der DFB eine eigene Strafanzeige. Da die Zuständigkeit nicht sofort geklärt worden war, könnte wichtige Zeit für die Beweissicherung verloren gegangen sein, was Kritik aufkommen ließ.
Am 27. Mai 2005 wurde in einem Zivilprozess vor dem Amtsgericht Salzgitter Hoyzer per Versäumnisurteil zum Ersatz von Wetteinnahmen verurteilt. Nach seinem Einspruch wurde der Prozess fortgesetzt. Vor dem Landgericht Berlin begann dann am 18. Oktober 2005 der Strafprozess gegen den ehemaligen Schiedsrichter und fünf Mitangeklagte wegen Betruges und anderer Delikte. Das Verfahren gegen weitere 19 Beschuldigte war vorher abgetrennt worden, weil dort noch Ermittlungen liefen.
Am 17. November 2005 wurde Hoyzer vor dem Landgericht Berlin wegen Beihilfe zum Betrug in sechs Fällen zu einer Haftstrafe von zwei Jahren und fünf Monaten verurteilt. Seine Revision wies der 5. Strafsenat des Bundesgerichtshofs am 15. Dezember 2006 zurück, weil das Platzieren von Wetten auf manipulierte Fußballspiele eine Täuschung darstelle. Der zuständige Bundesanwalt, Oberstaatsanwalt Hartmut Schneider, hatte das in der mündlichen Verhandlung anders gesehen und daher Freisprüche beantragt.
Die Revision des kroatischen Drahtziehers des Wettskandals, Ante Sapina, der wie gefordert wegen Betruges in zehn Fällen eine Freiheitsstrafe von zwei Jahren und elf Monaten erhielt, wurde ebenfalls zurückgewiesen. Der mitangeklagte ehemalige Schiedsrichter Dominik Marks erhielt ein Jahr und sechs Monate auf Bewährung. Der beteiligte Milan S. erhielt ein Jahr und vier Monate, sein Bruder Filip S. ein Jahr Gefängnis.
Schiedsrichter Jürgen Jansen, der zunächst ebenfalls der Spielmanipulation verdächtigt worden war und den der DFB am 2. Februar 2005 suspendiert hatte, wurde rehabilitiert. Die Staatsanwaltschaft stellte ihr Ermittlungsverfahren am 29. Juli 2005 ein; der DFB zahlte Anfang 2006 eine Entschädigung in Höhe von rund 30.000 Euro für die entgangenen Bundesliga-Spiele. Seine letzte Begegnung in der Bundesliga leitete Jansen am 11. Dezember 2004 (Mainz 05 gegen 1. FC Nürnberg). Weil er den obligatorischen Fitnesstest für die Bundesliga nicht bestand, pfeift Jansen, der als selbständiger Vermögensberater firmiert, heute in der Kreisliga.

## Betroffene Spiele

### Liste der von Hoyzer geleiteten Spiele
Das fett markierte Spiel wurde wiederholt, da eine tatsächliche Beeinflussung und Manipulation durch Robert Hoyzer festgestellt wurde. Die weiteren Spiele wurden vor dem DFB-Sportgericht behandelt, wurden jedoch aus unterschiedlichen Gründen nicht wiederholt.
Saison 2004/2005
- DFB-Pokal
21. August 2004: SC Paderborn 07 – Hamburger SV 4:2 (Spiel wurde nicht wiederholt, da schon mehrere Runden im DFB-Pokal gespielt waren. Der HSV erhielt jedoch eine Entschädigung von 500.000 Euro und es wurde ein Länderspiel in Hamburg im Wert von ca. 1,5 Mio. Euro ausgetragen.[4] HSV-Stürmer Emile Mpenza wurde für seinen Platzverweis wegen Schiedsrichterbeleidigung vom DFB begnadigt, da der „Anlass für die Beleidigung“ die offenkundigen Manipulationen Hoyzers gewesen waren.)
21. September 2004: 1. FC Nürnberg – LR Ahlen 2:3 n. V. (Manipulation konnte nicht festgestellt werden. Es gab keine Wiederholung des Spiels.)
- 2. Bundesliga
27. August 2004: Rot-Weiss Essen – Rot-Weiß Erfurt 0:0 (Manipulation konnte nicht festgestellt werden. Es gab keine Wiederholung des Spiels.)
26. September 2004: MSV Duisburg – SpVgg Greuther Fürth 1:0 (Die SpVgg Greuther Fürth hatte Einspruch gegen die Wertung des Spiels eingelegt. Der DFB entschied, keine Wiederholung anzusetzen, da die Manipulationsabsprache zwar erhärtet werden konnte, aber keine tatsächliche Beeinflussung des Spieles festgestellt wurde.)
22. Oktober 2004: LR Ahlen – Wacker Burghausen 1:0 (Das Spiel wurde in der laufenden Saison 2004/05 am 27. April 2005 wiederholt, da Hoyzer die Manipulation eingestanden hatte und einen fraglichen Elfmeter für Ahlen gegeben hatte. Aufgrund des erneuten sportlichen Vergleiches gibt es keine Möglichkeit für Schadensersatzleistungen. Das Wiederholungsspiel endete 1:3.)
28. November 2004: SpVgg Unterhaching – 1. FC Saarbrücken 1:3 (Der Manipulationsversuch zu Gunsten der SpVgg Unterhaching scheiterte. Ein fragwürdiger Elfmeter zum möglichen 2:2-Ausgleich wurde verschossen. Deshalb gibt es keine Wiederholung des Spiels, so der DFB-Sportausschuss.)
- Regionalliga Nord
11. August 2004: VfL Wolfsburg Amateure – Fortuna Düsseldorf 1:1 (Manipulation konnte nicht festgestellt werden. Es gab keine Wiederholung des Spiels.)
14. August 2004: FC St. Pauli – VfL Osnabrück 2:3 (Konkrete Tatsachen zu einer Manipulationsvereinbarung wurden in dem von Robert Hoyzer geleiteten Spiel nicht vorgetragen und so gab es keine Wiederholung.)
6. November 2004: KFC Uerdingen 05 – VfL Osnabrück 1:4 (Manipulation konnte nicht festgestellt werden. Es gab keine Wiederholung des Spiels.)

Saison 2003/2004
- Regionalliga Nord
30. Mai 2004: Wuppertaler SV – Werder Bremen Amateure 1:0 (Bremen hatte trotz der Manipulationsvorwürfe keinen Protest gegen die Spielwertung eingelegt, da die Partie in der vorigen Spielzeit ausgetragen wurde und das Ergebnis keinen entscheidenden Einfluss auf die Endplatzierung der Mannschaft hatte.)
5. Juni 2004: Eintracht Braunschweig – FC St. Pauli 3:2 (Da auch dieses Spiel in der vorigen Spielzeit stattgefunden hatte, gab es keine Wiederholung.)

### Liste der von Marks geleiteten Spiele
Das fett markierte Spiel wurde wiederholt, da eine tatsächliche Beeinflussung und Manipulation durch Dominik Marks festgestellt wurde. Das weitere Spiel wurde vor dem DFB-Sportgericht behandelt.
Saison 2004/2005
- Regionalliga Nord
 13. August 2004: Hertha BSC Amateure – Arminia Bielefeld Amateure 2:1 (Nach Ansicht des DFB-Sportgerichts hatte Schiedsrichter Dominik Marks die Begegnung manipuliert. Hoyzer hatte Marks bei seinen Vernehmungen belastet. Laut Hoyzer habe dieser die Partie geschoben und dafür 6000 Euro von kroatischen Auftraggebern kassiert. Auf Grund der Aussagen von Hoyzer wurde Marks bereits am 15. Februar vom DFB mit einer Vorsperre belegt. Das Spiel wurde am 12. April 2005 wiederholt und endete mit 6:0.)
- 2. Bundesliga
3. Dezember 2004: Karlsruher SC – MSV Duisburg 0:3 (Nach Hoyzer-Angaben hatte Marks 30.000 Euro für die Manipulation der Zweitliga-Partie erhalten. Der KSC hatte Einspruch gegen die Spielwertung eingelegt. Da eine tatsächliche Spielbeeinflussung nicht nachgewiesen werden konnte [trotz der Manipulationsverabredung], wurde das Spiel allerdings nicht wiederholt.)